# Jean-François Rewbell
Jean-François Rewbell, francoski politik in diplomat, * 8. oktober 1747, Colmar, † 23. november 1807.
Med francosko revolucijo je bil sprva jakobinec, nato pa feuillant.